# 鸿之舞矿山
鴻之舞矿山位于日本北海道纹别市，由住友金属矿山经营。名稱來自阿伊努語的「ku-oma-i」（放有弓的地方）。

## 概要
矿山位於紋別市，距離鄂霍次克海岸約25公里，南邊則是远轻町的舊丸濑布町。1900年代左右，本地區的鄂霍次克海沿海地帶，在河流中发现砂金，引發淘金热。1915年（大正4年），紋別市的元山附近的鴻之舞、藻鱉川沿岸發現了金礦，引發了礦區界線爭議。後來由淘金者組成合作社建立礦區並開始營運。但在1917 年（大正6 年），住友（後來的住友金屬礦業）以90 萬日元獲得了經營權，一直開採到1973 年。
鴻之舞矿山以元山礦山及俱知安礦山為中心，生產金、銀、銅，黃金儲量僅次於佐渡金山及菱刈金山，位居日本第三位。1940年產金2.5噸，銀46噸。 1955年（昭和30年）產黃金2.98噸，是年產量最高記錄。從開始營運到 1973 年關閉，共生產了 72.6 噸黃金和 1,234 噸白銀。
由於礦業興盛，沿著藻鱉川與公路形成了礦工家庭住宅區，在鼎盛時期（1942年左右）人口達到14,640人。在1943年（昭和18年），戰爭加劇，黃金被視為非必需礦物，許多在金礦開採部門工作的礦工被調到住友的銅礦部門，本地區人口急劇減少。再者，1937年（昭和12年）爆發的中日戰爭曠日持久，礦工們被徵召入伍，也影響礦山作業。母公司住友多次要求韓國總督府和日本政府企劃院從大陸招募工人，於1939年（昭和14年）由勞動動員計畫開始招募韓國工人。
二戰後礦山在1948年恢復營運。隨著金價下跌和金礦枯竭，住友金屬礦業決定於1973年關閉鴻之舞礦山，之後只有沉澱池仍在運作。

## 運輸
從1932年（昭和7年）到1952年（昭和27年），鴻之舞至石北本線丸瀨布站之間曾有「鴻丸索道」可進行貨物運輸。
礦山興盛繁榮的期間，為了增產以及礦工需要，在1943年（昭和18年）開通了紋別市中心到鴻之舞的「鴻紋軌道」，但隨即遭逢礦山被命令停產以及礦工外移，本線反而用於運送拆解之設備前往其他礦山。戰後雖然礦山復業，但後來也興築了公路，鴻紋軌道在1948年停業。目前有道道紋別丸瀨布線；該線在2009年改建，全年可行駛。
1949年（昭和24年），北紋巴士成立，行駛於紋別市中心和鴻之舞之間。前往「上藻別」地區的路線是以前紋別市和鴻之舞路線演進而來，名稱仍然是「鴻之舞線」。

## 遺跡
木造建築已經腐朽，但樹林中可見大煙囪、發電廠遺址、學校牆壁遺址等混凝土和磚砌建築。 有礦場紀念碑和礦災罹難者紀念碑。
建於1926年的舊上藻別驛遞所是鴻之舞礦山和紋別市之間的中繼站，是日本的有形文化財，於 2005 年成為「鴻之舞金山資料館」，展示金礦設備與歷史。鴻之舞礦山的志工成立了上藻別驛遞所保存會，負責管理和營運該驛遞所。
丸瀨布森林公園和舊上藻別站保存著1954年由協三工業製造的3噸級柴油機車，此外還有載人車、各式礦車，以及在工作面將礦石裝入礦車的斗式裝載機。